# Xã Oxford, Quận Adams, Pennsylvania
Xã Oxford (tiếng Anh: Oxford Township) là một xã thuộc quận Adams, tiểu bang Pennsylvania, Hoa Kỳ. Năm 2010, dân số của xã này là 5.517 người.